# Viktor 2. Frederik af Anhalt-Bernburg
Fyrst Viktor 2. Frederik af Anhalt-Bernburg (tysk: Viktor II. Friedrich, Fürst von Anhalt-Bernburg; 20. september 1700 – 18. maj 1765) var fyrste af det lille tyske fyrstendømme Anhalt-Bernburg fra 1721 til sin død i 1765.

## Biografi
Prins Viktor Frederik blev født den 20. september 1700 i Bernburg i sin farfar Fyrst Viktor 1. Amadeus af Anhalt-Bernburgs regeringstid. Han var den anden men eneste overlevende søn af den daværende Arveprins Karl Frederik af Anhalt-Bernburg, arving til det lille fyrstendømme Anhalt-Bernburg i det centrale Tyskland, i hans første ægteskab med Sophie Albertine af Solms-Sonnenwalde. 
Prinsen foretog i 1717 og 1718 sin dannelsesrejse til Frankrig. Ved farfaderens død den 14. februar 1718 blev han arveprins, og ved faderens død tre år senere den 22. april 1721 tiltrådte han som fyrste af Anhalt-Bernburg. Hyldningen fandt sted i 1723. Som ritmester og kaptajn i den preussiske hær blev han i 1722 ridder af den sorte ørns orden, Kongeriget Preussens fornemmeste orden. Fyrst Viktor Frederik havde en særlig interesse i minedrift og metallurgi og besøgte ofte minerne i Harzen. Fra 1724 var bjergværkerne i Harzen i hans enebesiddelse, og sølvminedriften fik stor betydning. I 1752 kom det til en opstand i fyrstendømmet på grund af det fyrstelige jagtvæsens undertrykkelse af befolkningen. Fra 1755 var Viktor Frederik Huset Anhalts senior.
I sin residensby Bernburg opførte han i 1745 regeringsbygningen og i 1752 en kirke, die Kirche auf dem Berge. Han udbyggede fyrstendømmets infrastruktur og forsøgte sig uden held med dyrkning af morbærtræer med henblik på produktion af silke. På grund af de finansielle forhold efter Syvårskrigens udbrud kom fyrstendømmet i betragtelig gæld.
Fyrst Viktor 2. Frederik døde 64 år gammel den 18. maj 1765 i Bernburg. Han blev efterfulgt som fyrste af sin ældste søn, Frederik Albrecht.

## Ægteskaber og børn
Fyrst Viktor Frederik var gift tre gange. Han giftede sig første gang den 25. november 1724 i Dessau med prinsesse Louise af Anhalt-Dessau, datter af fyrst Leopold 1. af Anhalt-Dessau. De fik en datter før hendes død i 1732:
- Sophie Louise (1732-1786)

∞ 1753 Grev Frederik af Solms-Baruth (1725-1787)
Fyrst Viktor Frederik giftede han anden gang den 22. maj 1733 i Potsdam med prinsesse Albertine af Brandenburg-Schwedt, datter af markgreve Albrecht Frederik af Brandenburg-Schwedt. I dette ægteskab blev der født fem børn:
- Frederik Albrecht (1735-1796), fyrste af Anhalt-Bernburg 1765-1796

∞ 1763 Prinsesse Louise Albertine af Slesvig-Holsten-Sønderborg-Plön (1748-1769)
- Charlotte Vilhelmine (1737-1777)

∞ 1760 Christian Günther 3., Fyrste af Schwarzburg-Sondershausen (1736-1794)
- Marie Karoline (1739-1739)
- Frederikke Auguste Sophie (1744-1827)

∞ 1764 Frederik August, Fyrste af Anhalt-Zerbst (1734-1793)
- Christine Elisabeth Albertine (1746-1823)

∞ 1762 August 2., Fyrste af Schwarzburg-Sondershausen (1738-1806)
Efter fyrstinde Albertines død i 1750 indgik han den 13. november 1750 i Bernburg et morganatisk ægteskab med Konstanze Friederike Schmidt. I dette ægteskab blev der født én datter:
- Luise Friederike Wilhelmine von Baer (1752-1830)

∞ 1765 Grev Otto Henrik til Solms-Sonnenwalde (1740-1814)

## Eksterne links
- Wikimedia Commons har flere filer relateret til Viktor 2. Frederik af Anhalt-Bernburg
- Slægten Askaniens officielle hjemmeside Arkiveret 21. august 2018 hos  Wayback Machine

| Viktor 2. FrederikHuset AskanienFødt: 20. september 1700 Død: 18. maj 1765 |                                       |                                  |
| Titler som regent                                                          |                                       |                                  |
| Foregående: Karl Frederik                                                  | Fyrste af Anhalt-Bernburg 1721 – 1765 | Efterfølgende: Frederik Albrecht |